# Abby Elliott
Pour les articles homonymes, voir Elliott.
Abigail "Abby" Elliott, née le 16 juin 1987 à New York (État de New York), est une actrice américaine connue pour être membre du casting du Saturday Night Live depuis 2008. Elle est promue au casting régulier durant la 36e saison.

## Biographie
Abigail Elliot est née le 16 juin 1987 à New York et a grandi à Wilton dans le Connecticut.
Elle est la fille de l'acteur Chris Elliott (Un jour sans fin, Mary à tout prix), qui fut également membre du casting du Saturday Night Live et de Paula Niedert. Sa sœur cadette est l'actrice Bridey Elliott.

### Vie privée
Elle est mariée à Bill Kennedy depuis 2016. Ils ont deux enfants, Edith Pepper Kennedy, née en 2020 et William "Billy" Joseph Kennedy IV, né en 2023.

## Carrière
En 2011, elle fait ses débuts au cinéma dans les comédies Sex Friends, d'Ivan Reitman et High Road

## Filmographie

### Cinéma

#### Longs métrages
- 2011 : Sex Friends (No Strings Attached) d'Ivan Reitman : Joy
- 2011 : High Road de Matt Walsh : Monica
- 2012 : Fun Size de Josh Schwartz : Lara
- 2014 : Ninja Turtles (Teenage Mutant Ninja Turtles) de Jonathan Liebesman : Taylor
- 2014 : Amies malgré lui (Life Partners) de Susanna Fogel : Vanessa
- 2014 : Sex Ed d'Isaac Feder : Trish
- 2016 : Better Off Single de Benjamin Cox : Angela
- 2018 : Clara's Ghost de Bridey Elliott (en) : Julie Reynolds
- 2022 : Treize à la douzaine (Cheaper by the Dozen) de Gail Lerner : Tricia

### Télévision

#### Séries télévisées
- 2006 : Minoriteam : L'ordinateur (voix)
- 2008 : Les Rois du Texas (King of the Hill) : Une hipster / Melrose / La concierge (voix)
- 2012 : 2 Broke Girls : Ruth
- 2012 : Ugly Americans : Emily (voix)
- 2013 : How I Met Your Mother : Jeanette
- 2013 : Happy Endings : Katie
- 2013 - 2014 : Inside Amy Schumer : Bree / Joselyn
- 2014 : Garfunkel & Oates : Chevrolet
- 2015 - 2017 : Odd Mom Out : Brooke Von-Weber
- 2015 - 2019 : Star Butterfly (Star vs. the Forces of Evil) : Janna Ordonnia (voix)
- 2016 : Difficult People : Kayla
- 2016 - 2018 : En route : Les Aventures de Tif et Oh (Home: Adventures with Tip & Oh) : Chelsea (voix)
- 2018 : Alone Together : Megan
- 2020 : Indebted : Rebecca Klein
- 2022 : Search Party : Dr Amanda Baby
- 2022 : True Story with Ed & Randall : La femme de Will
- 2022 - 2024 : The Bear : Natalie "Sugar" Berzatto

#### Émissions
- 2008 - 2012 : Saturday Night Live : personnages divers (86 épisodes)

## Imitations
Au Saturday Night Live, Abby Elliot imite des personnalités telles que : 
- Angelina Jolie
- Anna Faris
- Anne Hathaway
- Brittany Murphy (dans le Weekend Update [2])
- Brooke Hogan
- Chloë Sevigny
- Christina Aguilera
- Donna Reed (Mary Hatch dans La Vie est belle)
- Jamie Lynn Spears
- Jessica McClure
- Joan Cusack
- k.d. lang
- Katy Perry
- Ke$ha
- Khloé Kardashian
- Kristin Cavallari
- Laura Linney (Cathy Jamison dans The Big C)
- Lea Michele (Rachel Berry dans Glee)
- Maggie Gyllenhaal
- Marie Osmond
- Marilyn Monroe
- Mary Kay Letourneau
- Melissa Etheridge
- Meryl Streep
- Nancy Grace
- Rachel Federoff
- Rachel Maddow
- Sally Field
- Sara Haines
- Sarah McLachlan
- Shaun White
- Wynonna Judd
- Zooey Deschanel

## Distinction

### Nomination
- Golden Globes 2024 : Meilleure actrice dans un second rôle dans une série, une mini-série ou un téléfilm pour The Bear